# Cuba Almorávida
A Cuba Almorávida (em árabe: القبة المرابطية), também chamada Cuba Badine (Qubba Ba'adiyin) ou Barudine (Barudiyin), é uma construção medieval situada na almedina de Marraquexe, Marrocos. A cuba (cúpula) foi construída em 1064 e é o único vestígio dos Almorávidas em Marraquexe. Era um espaço com três fontes e um centro de abluções para os fiéis que se reuniam na mesquita vizinha de ibne Iúçufe
Situada junto ao Museu de Marraquexe e à mesquita e Madraça ibne Iúçufe, foi uma das primeiras fontes da cidade, assegurando o abastecimento de água da população e dos seus animais. Foi usada durante vários séculos. As três fontes e o centro de abluções eram alimentados por um sistema de galerias subterrâneas (em árabe: khettaras) que desembocavam numa cisterna, de onde canalizações interiores em bronze faziam chegar a água aos tanques.
Além do seu aspeto utilitário, o monumento é notável pela sua arquitetura e pela decoração dos seus arcos e o teto com estuque finamente cinzelado, que fazem com que seja considerado uma referência da arquitetura almorávida.